# In situ
In situ er latin for på stedet (in = i, situs = beliggenhed). Det anvendes som fagudtryk inden for en del fag, med nogenlunde samme betydning og alligevel med nuanceforskelle.

## Anvendelse inden for forskning
Anvendes inden for kemien om karakterisering, der udføres mens en kemisk reaktion forløber.
F.eks. studeres overfladereaktioner med diverse in situ teknikker.

## Anvendelse inden for byggefaget
In situ bruges om beton, som bliver støbt på stedet og altså ikke som en betonvare på en fabrik. For eksempel kældergulve, fundamenter o.l.. Normalt bliver udtrykket dog kun brugt om facader eller dæk, der støbes på stedet (i modsæting til montering af elementer).
Eksempler på in situ kunne f.eks. være stien i Ankarparken i Malmø.

## Anvendelse inden for forureningsbekæmpelse
In situ er i denne sammenhæng et udtryk for forureningsbekæmpelse og reparation, ved naturlige processor på stedet, som modsætning til forureningsbekæmpelse ex situ, hvor f.eks. forurenet jord fjernes og renses et andet sted.

## Anvendelse inden for præparation/konservering af dyr
Ved et in situ præparat forstår man et dyr, hvor dele af kroppen er fjernet, således at de indre organer kan ses med deres korrekte placering. Typisk for hvirveldyr kan forreste del af brystkassen og bugvæggen være fjernet, inden dyret konserveres i f.eks. formalin eller alkohol. 